# Mark Bowden

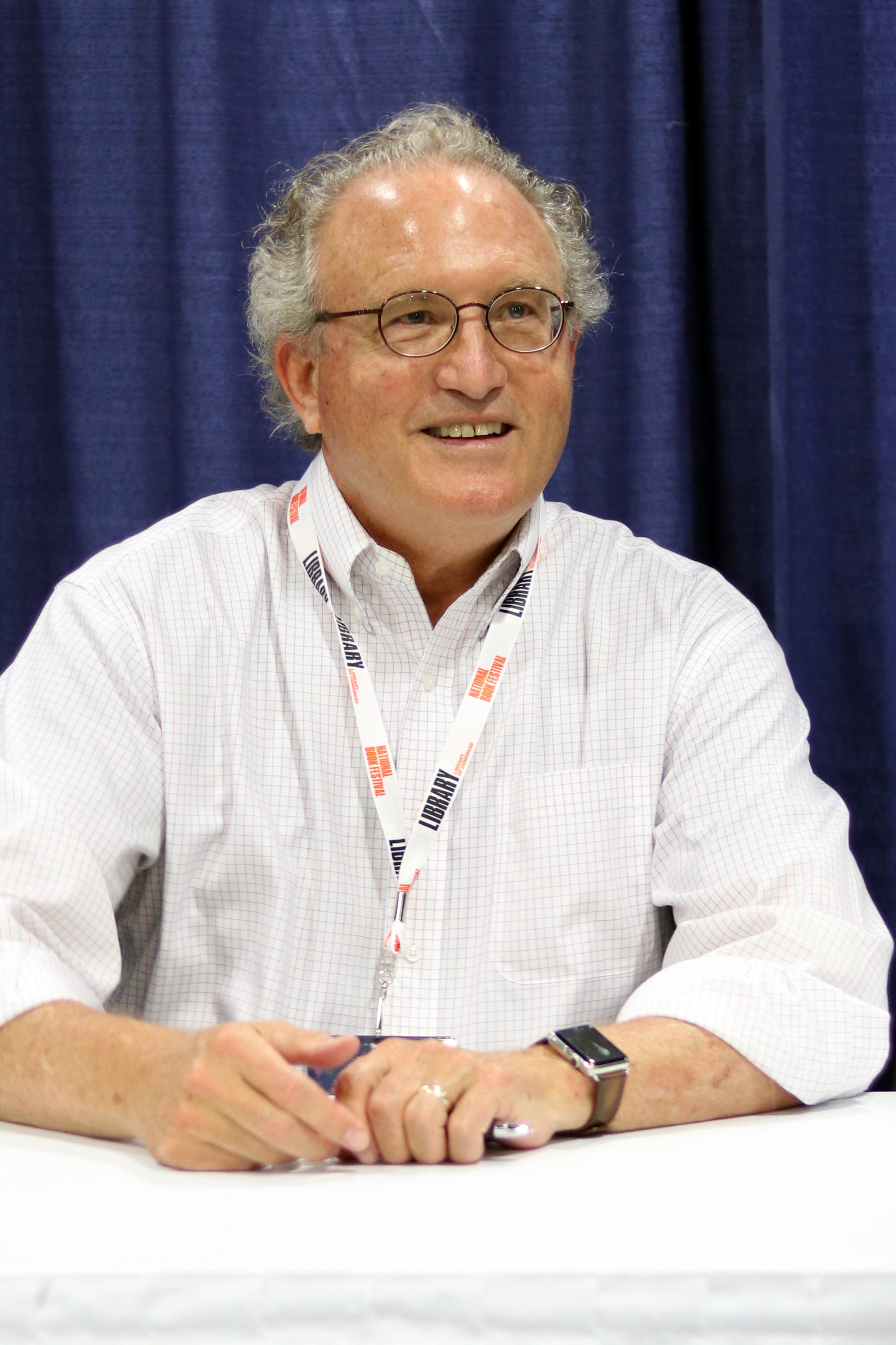
Mark Bowden (2018)

Mark Robert Bowden (* 17. Juli 1951 in St. Louis, Missouri) ist ein US-amerikanischer Reporter und Autor.

## Leben
Bowden schrieb zwanzig Jahre für die Tageszeitung The Philadelphia Inquirer. Zudem arbeitete er auch für Vanity Fair, The New Yorker und The Atlantic. Hinzu kommen zahlreiche Buchveröffentlichungen.

## Auszeichnungen
- International Thriller Award, in der Kategorie „True Thriller Award“, 2010.

## Werke
Die aufgelisteten Werke sind eine unvollständige Auswahl.
- mit Matthew Teague: The Steal: The Attempt to Overturn the 2020 US Election and the People Who Stopped It. Grove, New York 2022, ISBN 978-1-61185-429-9.
- Killing Osama. Der geheime Krieg des Barack Obama, Berlin Verlag, 2012, ISBN 9783827011466.
- Worm. Der erste digitale Weltkrieg, Berlin Verlag, 2012, ISBN 9783827010650.
- Guests of the Ayatollah: The Iran Hostage Crisis: The First Battle in America's War with Militant Islam. 2007, ISBN 978-0-8021-4303-7.
- Black Hawk Down – Kein Mann bleibt zurück (Originaltitel: Black Hawk Down – A Story of Modern War). Heyne, 2002, ISBN 3-453-86831-5.
- Killing Pablo: Die Jagd auf Pablo Escobar, Kolumbiens Drogenbaron, Berlin Verlag, 2001, ISBN 3-8270-0164-1.